# Alaksiej Miadzwiedzieu
Alaksiej Uładzimirawicz Miadzwiedzieu (biał. Аляксей Уладзіміравіч Мядзведзеў; ros. Алексей Владимирович Медведев, Aleksiej Władimirowicz Miedwiediew; ur. 5 października 1972) – radziecki, a od 1994 roku białoruski zapaśnik walczący w stylu wolnym. Dwukrotny olimpijczyk. Wicemistrz z Atlanty 1996 i szósty w Sydney 2000. Walczył w kategorii 130 kg.
Brązowy medalista mistrzostw świata w 1994. Drugi na mistrzostwach Europy w 1997. Uniwersytecki mistrz świata w 1996 i 1998. Trzeci na igrzyskach Bałtyckich w 1997 roku.